# Lincolndale
Lincolndale és una concentració de població designada pel cens dels Estats Units a l'estat de Nova York. Segons el cens del 2000 tenia 2.018 habitants.

## Demografia
Segons el cens del 2000, Lincolndale tenia 2.018 habitants, 717 habitatges, i 590 famílies. La densitat de població era de 556,5 habitants per km².
Dels 717 habitatges en un 43,8% hi vivien nens de menys de 18 anys, en un 70% hi vivien parelles casades, en un 8,9% dones solteres, i en un 17,6% no eren unitats familiars. En el 14,6% dels habitatges hi vivien persones soles el 5,4% de les quals corresponia a persones de 65 anys o més que vivien soles. El nombre mitjà de persones vivint en cada habitatge era de 2,81 i el nombre mitjà de persones que vivien en cada família era de 3,12.
Per edats la població es repartia de la següent manera: un 27,8% tenia menys de 18 anys, un 4,7% entre 18 i 24, un 33% entre 25 i 44, un 24,9% de 45 a 60 i un 9,6% 65 anys o més.
L'edat mediana era de 38 anys. Per cada 100 dones de 18 o més anys hi havia 91,8 homes.
La renda mediana per habitatge era de 89.087 $ i la renda mediana per família de 96.290 $. Els homes tenien una renda mediana de 66.875 $ mentre que les dones 50.938 $. La renda per capita de la població era de 36.024 $. Entorn de l'1,4% de les famílies i el 0,8% de la població estaven per davall del llindar de pobresa.